# Feedback File
『Feedback File』是ASIAN KUNG-FU GENERATION的編集盤。除了結合9首的單曲外，還以2首未發表的歌曲，5首Live錄音構成這張大碟。2006年10月25日由Ki/oon Records發行。初回限定版附送收錄了Live影像的DVD。

## 概要
是為了紀念組成10週年而發行的，亦是所謂的B面（Singles的主打曲為A面，Coupling則是B面）集。發行同類的專輯的藝人有團員敬愛的綠洲樂隊（Oasis）的The Master Plan，SPITZ的花鳥風月等等。
「Feedback File」（フィードバックファイル）該標題是後藤認為當初由喜多健介所提出的建議〝作為專輯的標題太長〞所以才作出省略變成這個標題的。出道之後直到這張作品的5張專輯的名字全都附有「ファ」的部份。雖然這曾數次被樂迷所臆測，但事實上並沒用特別的用意。就因為這個定律所以在樂迷之間掀起了很大的騷動。
後藤在本身的日記內曾寫道，發售此專輯的其中一個理由，是將初期推出的CD做成Copy Control（CCCD - 即防盜版複製的CD）。由於是編輯盤，雖然實際上並不是第4張專輯，但在封套上則寫上「AKG-0004」（純綷是基於設計，並不是專輯的編號）。另外，封套機面部分則寫上GKYI的字樣（Ｇ代表後藤，Ｋ代表喜多，Ｙ代表山田，Ｉ代表伊地知）

## 收錄曲
1. （Entrance）
  - 作詞：後藤正文、作曲：後藤正文
  - 團員自己對歌曲的完成度十分滿意，曾說「把歌曲收錄在專輯內吧」不過不知為何卻變成了第1張單曲「未來的碎片」的B面，直到現在一直錯失了收錄在專輯的機會。
  - 因為後藤曾經參加過棒球部，所以在歌曲裡唱出了打棒球的情景。
2. （Rocket No.4）
  - 作詞：後藤正文、作曲：後藤正文
  - 以B面的形式收錄於對他們自己來說是成名作的第2張單曲「以你為名的花」的歌曲。
3. 繪畫教室
  - 作詞：後藤正文、作曲：後藤正文
  - 是這張作品的主打歌，於第2張專輯「Sol-fa」的時候完成的未發表作品。本來預計成為「Sol-fa」中的第1首歌曲，後來因為完成了「振動覺」（振動感覺）而被擠出專輯之外。是完全未被發表過的歌曲，在這張作品首次被soft化（software化）。因為在製作該曲時都專注於如何使用在當時的知識上，Break Sound便被推到前面去了。而且，在自主製作時期的「緊繫著你5M」時曾經有Rock的力量的時候，對曲調會有所左右（這是後藤自己說的）。伊地知說「Bridge（32小節樂曲單位裡的第三個八小節。即AABA或是AB交替樂曲形式內的B段音樂，亦稱橋樑音樂或橋段。）部份的歌曲旋律和吉他就是值得聽的地方」。但從未在演唱會中演奏過一次。再者，這首曲也在Video Clip內存在著。
4. サイレン（警笛）
  - 作詞：後藤正文、作曲：後藤正文・山田貴洋
  - 被收錄於第3張單曲警笛的B面，是所謂的「警笛#」。基本上「B面集」很多時候都是為了將「完全未被專輯收錄過的歌曲」組成一張專輯發售，Remix或同一首歌曲的不同版本很多時候也會被省略，像這首Remix版的歌曲被收錄在內可說是罕有的例子。
5. （黃昏的鮮紅色）
  - 作詞：後藤正文、作曲：後藤正文
  - 收錄在第5張單曲「重寫」B面的歌曲。
6. Hold me tight 
  - 作詞：後藤正文、作曲：後藤正文
  - 收錄在第6張單曲「到你的城市」B面的歌曲。另外這歌還未出道在主流市場之前就已經存在。不過，因為在地下樂團時代作品有很多文法上的錯誤，所以歌詞與現在的版本有些不同。因為這張單曲是CCCD格式的關係，很多樂迷也希望「將歌曲專輯化」，終於變成了「首次專輯化」。
7. （Road Movie）
  - 作詞：後藤正文、作曲：後藤正文
  - 收錄在第7張單曲「Blue Train」B面的歌曲。在2次副歌之前實施編曲。亦即是「Al ver.」
8. （不能飛翔的魚）
  - 作詞：後藤正文、作曲：後藤正文
  - （Road Movie）同樣，是收錄在「Blue Train」的B面歌曲。
9. 堂々巡りの夜（毫無進展的夜晚）
  - 作詞：後藤正文、作曲：後藤正文
  - 原本預定收錄在第3張專輯「樂迷俱樂部」但因為專輯的概念有若干變動而錯失了收錄在內的機會。是完全的未發表作品，在這張作品首次被soft化。開頭的編曲雖然是有速度感的編曲，不過因為想將歌曲稍作變化，所以不對曲調作出改動，而在第2段開始將和弦的編曲作出改動。
10. （謊言與Wonderland）
  - 作詞：後藤正文、作曲：喜多健介
  - 收錄在第8張單曲「World Apart」B面的歌曲。這首歌的曲序是與收錄在「World Apart」的「永遠に（永遠地）」交換。
11. （永遠地）
  - 作詞：後藤正文、作曲：後藤正文
  - 同樣是收錄在「World Apart」B面的歌曲。此外，到這首歌曲為止都是正式版本，以下的歌曲都是Live版本中令人額外感到滿意的作品。
12. 自閉探索（2004 SHIBUYA-AX）
  - 作詞：後藤正文、作曲：後藤正文
  - 2004年2月13日，於SHIBUYA-AX舉行的「five nano seconds」的録音。
13. （Flash back）（2004 國營日立海濱公園）
  - 作詞：後藤正文、作曲：後藤正文
  - 2004年8月7日，於國營日立海濱公園舉行的「ROCK IN JAPAN FES. 2004」的録音。
14. （Understand）（2004 國營日立海濱公園）
  - 作詞：後藤正文、作曲：後藤正文
  - 2004年8月7日，於國營日立海濱公園舉行的「ROCK IN JAPAN FES. 2004」的録音。
15. N.G.S（2004 SHIBUYA-AX）
  - 作詞：後藤正文、作曲：後藤正文
  - 2005年5月3日，於SHIBUYA-AX舉行的Tour2005「Re:Re：」的録音。
16. Re:Re:（2006 橫濱體育館）
  - 作詞：後藤正文、作曲：後藤正文
  - 2006年7月16日，於橫濱體育館舉行的「NANO-MUGEN FES. 2006」的録音。是加入了收錄在「Sol-fa」中沒用過的前奏版本。

## DISC2（只限初回限定版）
初回生産限定版除了CD還附有收錄了Live影像的DVD。
1. （遙遠的彼方）（2003 澁谷Club Quattaro）
  - 2003年9月27日，於澁谷Club Quattaro舉行的「酔杯(SUI CUP) 2003」的Live映像。
2. 未來的碎片（2003 新宿Liquid Room）
  - 2003年12月6日，於新宿Liquid Room舉行的「酔杯(SUI CUP) 2003 WINTER GALAXY」的Live映像。
3. 以你為名的花（2004 國營日立海滨公園）
  - 2004年8月7日，國營日立海滨公園舉行的「ROCK IN JAPAN FES. 2004」的Live映像。
4. 重寫（2005 SHIBUYA-AX）
  - 2005年5月3日，於SHIBUYA-AX舉行的Tour2005「Re:Re：」的Live映像。
5. Loop&Loop（2005 橫濱體育館）
  - 2005年7月9日，於橫濱體育館舉行的「NANO-MUGEN FES. 2005」的Live映像。